# Старчевско-Кришка култура
Вижте пояснителната страница за други значения на Старчево.
Старчевско-Кришката култура (Starčevo-Kultur, Starčevo–Kőrös–Criş culture, Körös-Criș-Kultur) е датирана от 6200 до 5600 г. пр.н.е. и се смята за една от най-важните дунавски култури на ранния неолит (Новокаменна епоха).
Наречена е на намерените разкопки в Старчево при Панчево, (Сърбия). Разпространена е на териториите на съвременна Северна Сърбия (Старчево), Румъния (Криш), Южна Унгария (Кёрёш), Северна Хърватия (около град Беловар), в части на Босна, Северна Македония. и в Гърция (при-Сескло). Има връзка и с ранната Новокаменна епоха (Караново I). .
- Карта с показани територии от ок. 4500 г. пр.н.е. с древни балкански неолитски култури